# Jiddu Krishnamurti
Jiddu Krishnamurti (ou Jidhu Krishnamurti), né à Madanapalle (Andhra Pradesh) le 12 mai 1895 et décédé à Ojai (Californie) le 17 février 1986, est un penseur indien promouvant une éducation alternative. Apparue au sein de la théosophie et de la contreculture des années 1960, sa pensée exerça une influence notable sur des auteurs et des personnalités de différentes disciplines.
D'abord présenté dès son adolescence par la société théosophique de l'époque comme un messie potentiel, il a opéré un revirement un peu plus tard pour développer une thèse radicalement opposée, reposant principalement sur l'idée qu'une transformation de l'humain ne peut se faire qu'en se libérant de toute autorité. Sa conviction était qu'un tel changement devait passer par une transformation de ce qu'il appelait le « vieux cerveau conditionné de l'homme » (« mutation de la psyché ») afin d'accéder à une liberté que ni les religions, ni l'athéisme, ni les idéologies politiques ne seraient capables de produire, puisque, selon lui, ces formes de pensée ne font que perpétuer les conditionnements.

## Biographie

### «L'instructeur du monde»
Krishnamurti est né en 1895 à Madanapalle au sein d'une famille de brahmanes de l'Andhra Pradesh dans l'Inde sous administration britannique. Huitième enfant masculin, il lui fut donné, selon la tradition hindoue, le nom de Krishna (murti signifiant la forme, ou la manifestation). Sa mère, Sanjeevamma, dont il était très proche, meurt quand il a 10 ans. Selon la biographie de Mary Lutyens, il était un enfant de santé fragile et régulièrement battu par ses instituteurs et par son père, Narainiah.
En 1909, il n'a que 14 ans quand, accompagné de son frère Nityananda, il croise Charles Webster Leadbeater sur une plage privée dépendant du siège de la Société théosophique, où est employé son père,, à Adyar, un quartier de Chennai. Leadbeater prétendit avoir décelé chez le jeune garçon une aura exceptionnelle. Leadbeater qui disait pouvoir explorer les vies antérieures des personnes qu'il connaissait aurait découvert que la destinée de Krishnamurti était d'être sur terre le véhicule de l’« instructeur du monde », le « Lord Maitreya » que les théosophes attendaient,. Cet « instructeur » est décrit comme une figure messianique combinant divers aspects du Christ, du Maitreya bouddhiste, et des avatars hindous. Krishnamurti considéra cette période d'éducation à la société théosophique comme salutaire, y compris sur le plan de sa santé, déclarant que sans sa rencontre avec Leadbeater, il n'aurait pas survécu.

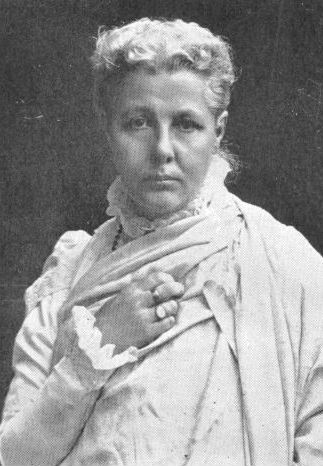
Annie Besant en 1897.

Leadbeater et Annie Besant, qui dirigent à cette époque la Société théosophique, commencent son enseignement afin de le préparer à son destin. Pour le « protéger », il est alors appelé « Alcyone ». Il est demandé le plus grand secret aux théosophes connaissant son existence et son identité. Annie Besant devient une nouvelle mère pour lui, au point qu'elle obtient du père la garde légale de Krishnamurti et de son frère Nitya,,. Elle perd la garde par une décision de justice en 1913. lorsque le père essaye de récupérer la garde de ses enfants, en utilisant le scandale Leadbeater de 1906-1907. Après avoir perdu en appel, Annie Besant doit rendre les garçons à leur père. Mais vivant alors avec eux en Grande-Bretagne, elle refuse de les renvoyer en Inde. Un ultime appel est déposé auprès du Privy Council qui décide de laisser Krishnamurti et son frère décider. Mais ils ne furent pas consultés. Il fut considéré que le fait de ne pas retourner en Inde exprimait leur volonté de rester en Grande-Bretagne, et donc avec Annie Besant. De la même manière, il fut considéré que le père ne faisant pas appel de la décision du Privy Council, cela pouvait signifier qu'il l'acceptait. La « victoire » d'Annie Besant pour la garde de Krishnamurti et son frère était donc toute technique.
Durant son éducation, en 1910, Krishnamurti passe deux jours et deux nuits dans les appartements d'Annie Besant, enfermé seul avec Leadbeater pour son « initiation ». Il serait alors remonté dans ses vies antérieures (il en fit le récit dans son ouvrage The Lives of Alcyone publié à l'automne 1910) et aurait finalement été accepté par les mahatmas de la théosophie.
Ses tuteurs travaillent à polir son image publique, son apparence, et à lui inculquer une attitude de détachement, un flegme britannique, dans sa présence, qu'il conservera toute sa vie. Dès 1910, les plus zélés des théosophes d'Adyar créent un Order of the Rising Sun qui vénère l’« instructeur du monde » en la personne d'Alcyone. Cet ordre, considéré comme un simple culte de la personnalité est dissous en 1913, mais assez vite remplacé par l’Order of the Star of the East (ordre de l'Étoile d'Orient) créé et sanctionné par Annie Besant qui estime que cet ordre n'est pas lié à la théosophie, mais ébauche une future religion universelle.
En 1911, Annie Besant emmène donc Krishnamurti et son jeune frère à Londres où il rencontre Emily Lutyens, fille de l'ancien Vice-roi des Indes, Robert Lytton et épouse de l'architecte Edwin Lutyens. Ce dernier est envoyé à Delhi comme architecte officiel en 1912. Emily Lutyens, sur qui Krishnamurti a fait forte impression, se convertit à la théosophie afin de passer le plus de temps possible à ses côtés. Elle apporte aussi un important soutien financier à l'éducation du jeune homme, le sien et celui de deux amies, l'Américaine Mary Dodge et la comtesse britannique Muriel de la Warr. Les deux frères passent toute la Première Guerre mondiale en Grande-Bretagne, se déplaçant de résidence en résidence et passant leur temps à étudier et à s'occidentaliser. L'idée étant à terme de réussir à les faire entrer à Oxford. Cependant, le caractère « rêveur » et le manque d'attention de Krishnamurti finit par faire renoncer leur mère adoptive, restée en Inde et engagée dans la lutte pour l'indépendance, à cet espoir. Elle en vint même un temps à douter qu'il était vraiment l'« instructeur » attendu.
En 1921, il contracte une bronchite qui devient une maladie chronique chez lui. Cette même année il tombe amoureux d'une jeune femme de 17 ans, Helen Knothe, dont les parents sont impliqués dans la société théosophique. Mais il s'en sépare rapidement à cause du sens de sa mission à venir qui, croyait-il, lui interdisait de mener une vie normale. L'année suivante, il se rend en Australie puis en Californie avec Annie Besant. À Ojai, elle acquiert un terrain d'où elle espère que se produira le renouveau que doit apporter Krishnamurti.

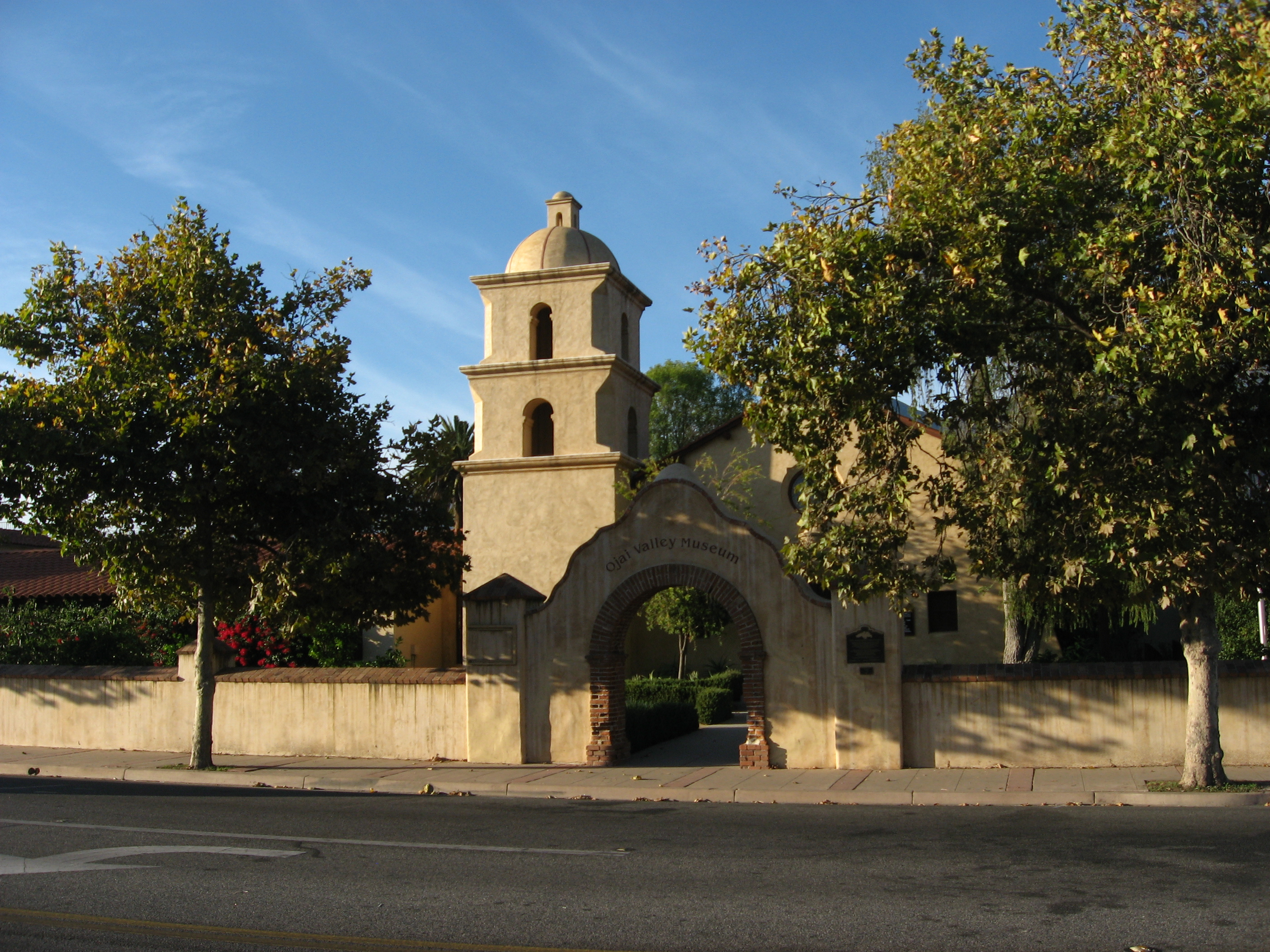
Un bâtiment de la ville d'Ojai en Californie près de laquelle vécut Krishnamurti et où fut fondée une de ses écoles.

À l'été 1922, selon ses propos rapportés par Lutyens, il vit une expérience « transformatrice » qui, bien que systématiquement accompagnée de violents maux de tête, est qualifiée par lui-même d'éveil spirituel, qui devait changer sa vie. Il la baptisa « le processus » (the process), ce qu'Annie Besant appelait le réveil de la Kundalinî et au cours duquel il dit avoir ressenti une « Présence », une « bénédiction », une « immensité », un « état Autre » (Otherness) et un sens du « sacré » auxquels il fit souvent référence en ces termes dans son enseignement, en particulier dans ses « carnets » ; elle réapparut de façon récurrente tout au long de sa vie. À cela s'ajoute  la mort de son frère en 1925, à l'âge de 27 ans, qui l'ébranle fortement. Si bien qu'après avoir passé toutes ces années soumis à la vision que ses tuteurs avaient de lui, déclarant même souvent qu'il ferait tout ce qu'on lui demandait, il commence, à partir de ces événements, à contester les directives qui lui sont imposées, sans pourtant tout à fait désavouer l'idée selon laquelle il serait ce messie.
En août 1929, il décide de dissoudre l'organisation mondiale, établie en 1913 pour le soutenir, et qui avait été appelée « l'Ordre de l'Étoile d'Orient », déclarant à cette occasion : « La Vérité est un pays sans chemin, que l'on ne peut atteindre par aucune route, quelle qu'elle soit : aucune religion, aucune secte. ». Il considérait que les rituels et exercices spirituels de cet ordre étaient au mieux dénués d'intérêt et au pire absurdes. Il déclara aussi que dans cet ordre, la seule personne réellement sincère était Annie Besant. Son opposition à toute notion de sauveur, de gourou ou de tout médiateur pour faire l'expérience de la « réalité » allait devenir sa ligne directrice. Selon Mary Lutyens, le dernier lien avec la société théosophique est rompu avec la mort d'Annie Besant en 1933.
« Toute autorité, particulièrement dans le domaine de la pensée, est destructrice, une mauvaise chose. Les leaders détruisent leurs adeptes et les adeptes détruisent les leaders. Vous devez être votre propre enseignant et votre propre disciple. Vous devez mettre en doute tout ce que l'homme a accepté comme valable ou nécessaire. »
« Mais ayant réalisé que nous ne pouvions dépendre d'aucune autorité extérieure, il reste l'immense difficulté à rejeter l'autorité intérieure de nos petites opinions, nos savoirs, nos idées et idéaux. »

### Une autre direction
Il se consacre alors à voyager à travers le monde pour exposer ses idées qui font rapidement de lui une attraction inhabituelle en son temps, par la distance parfois virulente qu'il prend avec les religions et les gourous, même s'il finissait, inévitablement, par être perçu lui-même comme tel.

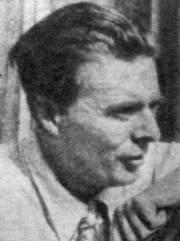
Aldous Huxley, un temps ami proche de Krishnamurti.

De 1930 à 1944, ses tournées sont organisées par la Star Publishing Trust (SPT) sous la direction de D. Rajagopal (Desikacharya Rajagopal) lequel prend en charge tous les aspects matériels qui ennuient Krishnamurti. C'est à cette époque que Krishnamurti vit une relation amoureuse avec l'épouse américaine de D. Rajagopal, Rosalind. Leur fille, Radha, ajoute dans le livre qu'elle a consacré à ses années auprès de Krishnamurti (Vies dans l'ombre, avec J Krishnamurti), qu'il s'agissait probablement de sa première véritable relation intime avec une femme. Toujours selon Radha, Rosalind avait été particulièrement proche de Nitya, le frère de Krishnamurti, avant sa mort et avait fréquenté les deux frères de façon quotidienne, les maternant tous deux dans leurs nombreux moments de détresse ou de maladie, et cela bien avant son mariage avec D. Rajagopal (que Krishnamurti aurait perçu comme une formalité sans importance et n'affectant pas sa relation privilégiée avec elle). Sa biographe, Mary Lutyens évoque également cette relation.
À cette même époque il fonde les premières écoles selon sa vision de l'éducation (Rosalind devenant la directrice de la Happy Valley School). Dans cette période, Krishnamurti réside principalement à Ojai en Californie où il reçoit la visite de plusieurs personnalités comme Aldous Huxley, Igor Stravinsky, Bertolt Brecht, Thomas Mann, Bertrand Russell ainsi que Greta Garbo qui se présente à lui comme une aspirante spirituelle sérieuse. Aldous Huxley étant, parmi eux, l'ami le plus proche. En 1946, il subit une sérieuse infection des reins qu'il ne souhaite d'abord pas voir soigner, ne tolérant que la présence de Rosalind Rajagopal près de lui. Il accepte plus tard d'être soigné.
Il commence à évoquer un thème qui devait revenir fréquemment dans ses conférences, celui de la « véritable méditation », dont le sens est différent de celui qui était acquis à cette époque. De la même façon, il critique fréquemment la division faite entre le conscient et l'inconscient.
À partir de 1950, il vit en partie à Paris, et rencontre Léon de Vidas qui possédait une propriété à Cuzorn, en Lot-et-Garonne, où il séjourne et rédige une partie de Commentaires sur la vie, sur le conseil d'Aldous Huxley. S'ajoute alors, à ses discours sur l'introspection méditative, des critiques acerbes des structures de la société. En 1953 son premier ouvrage est publié par un éditeur important et non spécialisé en spiritualité.
Krishnamurti se plaignait fréquemment autant de la vénération dont il était l'objet en Inde que de l'approbation molle et inactive de ses auditoires occidentaux. Il mentionne un cas de conférence durant laquelle il se réjouit d'avoir entendu un désaccord de la part de son public, indiquant qu'ils commençaient à penser par eux-mêmes.
En Inde, sa popularité est très importante, il rencontre plusieurs autres figures notables de la spiritualité telles que Ramana Maharshi, Mâ Ananda Moyî et Vimala Thakar. En 1956, il rencontre également Tenzin Gyatso, le 14e dalaï-lama, avec qui il a une relation de respect mutuel. Le 14e dalaï-lama qui se rendait en Inde à l'occasion du 2 500e anniversaire du parinirvana du bouddha Siddhartha Gautama, du 24 novembre 1956 à février 1957, avait entendu parler de Krishnamurti par Apa Pant qui l'accompagnait. Le dalaï-lama avait demandé à le rencontrer en décembre à Chennai (Madras) quand il avait appris qu'il se trouvait à Vasanta Vihar ; Apa Pant décrit la rencontre. Sa visite à la Société théosophique de Chennai lui fait une forte impression, en raison de l'ouverture de ce mouvement aux principales religions du monde.

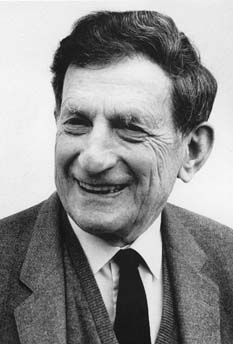
Le physicien David Bohm, interlocuteur et ami de Krishnamurti.

En 1960, il rencontre le physicien David Bohm dont les vues lui semblent proches des siennes. Les deux hommes deviennent rapidement amis et enregistrent un certain nombre de dialogues qui se déroulent sur une vingtaine d'années. Selon certains observateurs, le langage de Krishnamurti a gagné en précision et en vocabulaire, au contact des scientifiques. C'est à partir de ces années 1960 que son entourage note une modification générale de son comportement, auparavant joyeux, rieur, il devient plus sérieux parfois impatient et véhément. Il interpelle son auditoire de façon plus radicale, comme s'il y avait une urgence à comprendre ce qu'il voulait leur transmettre. Or, ce changement intervient au moment des divers mouvements de la contreculture, et beaucoup le jugent  trop austère dans cette période, ce qui ne l'empêche pas d'organiser des rassemblements à succès à Saanen en Suisse, destinés aux « personnes sérieuses, concernées par les énormes défis de l'humanité ». Krishnamurti n'admettait pas l'existence d'un changement intervenu en lui, il ne reconnaissait qu'un changement dans la « formulation, le vocabulaire et la gestuelle ». En 1970 il rencontre Indira Gandhi à plusieurs occasions, et Pupul Jayakar, proche de Gandhi, affirme que Krishnamurti aurait eu une influence sur la politique indienne après ces discussions.
En 1980, il réaffirme les grandes lignes de sa philosophie dans une déclaration écrite connue sous le nom « le cœur des enseignements ». Au même moment, il affirme à son entourage que l'expérience intérieure, le « processus » qu'il décrivait dans les premières années, avait pris une force nouvelle, que ce mouvement intérieur aurait atteint la « source de toute énergie » et qu'il ne restait en lui qu'« espace incroyable et une immense beauté ». En 1981, à la suite d'une grippe qui l'affecte profondément, au point de dire qu'il lui aurait « été plus facile de se laisser mourir que de survivre », il commence à évoquer plus fréquemment le thème de la mort dans ses écrits et ses conférences. Bien que dans les années 1980, certains aient noté des signes de fatigue physique et mentale, après une vie marquée par diverses maladies, il continue à donner une moyenne de 120 conférences par an jusqu'à sa mort. Son mode de vie était austère et rigoureux : il ne fumait pas, ne buvait pas d'alcool, ne consommait pas de caféine (suivant les principes de la théosophie), et faisait un exercice physique régulier.
À l'âge de 90 ans, il s’adresse aux Nations unies sur le sujet de la paix et de la conscience, et reçoit la Médaille de l'ONU pour l'année 1984.
Son dernier entretien public a lieu à Madras, en Inde, en janvier 1986, un mois avant son décès à Ojai, en Californie. S'étant préparé à la mort, il demande que personne ne soit désigné ou ne se désigne comme son représentant, interprète ou porte-parole. Au cours d'une des dernières réunions avec son entourage, il aurait également demandé que « ses résidences ne deviennent pas des lieux de pèlerinage et qu'aucun culte ne soit développé autour de sa personne ». Il meurt en février 1986, quelques semaines après qu'un cancer du pancréas lui a été diagnostiqué.

## La pensée de Krishnamurti
La pensée de Krishnamurti est, selon lui, résumée dans son texte de 1980 « Le cœur des enseignements ». Il se fonde sur sa citation de 1929, selon laquelle « La Vérité est un pays sans chemins ». L'acquisition de cette « vérité » (qu'il appelait aussi « l'art de voir ») ne peut, selon lui, se faire au travers d'aucune organisation, aucun credo, aucun dogme, prêtre ou rituel, ni aucune philosophie ou technique psychologique. Elle serait mieux connue par le miroir des relations et l'observation du contenu de son propre esprit. Les images, les symboles, les idées, les croyances seraient tous des obstacles et la cause des difficultés humaines. La perception de la vie serait conditionnée par les concepts enracinés dans l'esprit. L'individu ne serait ainsi que le produit superficiel d'une culture. À partir de ce constat, une liberté peut être entrevue dans l'observation attentive de son propre manque de liberté. La connaissance du mouvement de ses propres pensées révèle l'esclavage au passé, la division entre le penseur et sa propre pensée, l'observateur et l'objet d'observation, l'expérimentateur et son expérience. Quand cette division se résorbe, l'observation « pure », libérée du temps et des conditionnements provoquerait une mutation radicale de l'esprit.
Bien que sujet britannique par sa naissance dans la période où l'Inde était sous administration britannique, puis résident américain (un visa qu'il devait renouveler pour demeurer à Ojai), il se disait libre de toute nationalité (comme de toute culture ou religion) parce que, selon lui, l'attachement à la nationalité provoque la séparation qui est à son tour à l'origine des conflits.
Interrogé en 1979 sur la nature de l'énergie appelée kundalini et la prétention du yoga postural moderne à la canaliser, il plaisante et exprime un point de vue sceptique : le raja yoga concerne avant tout une éthique de vie et les pratiques physiques (asanas) ne doivent pas être le lieu de superstitions sur l'énergie, ni plus ni moins que tout exercice physique.

## Les écoles Krishnamurti

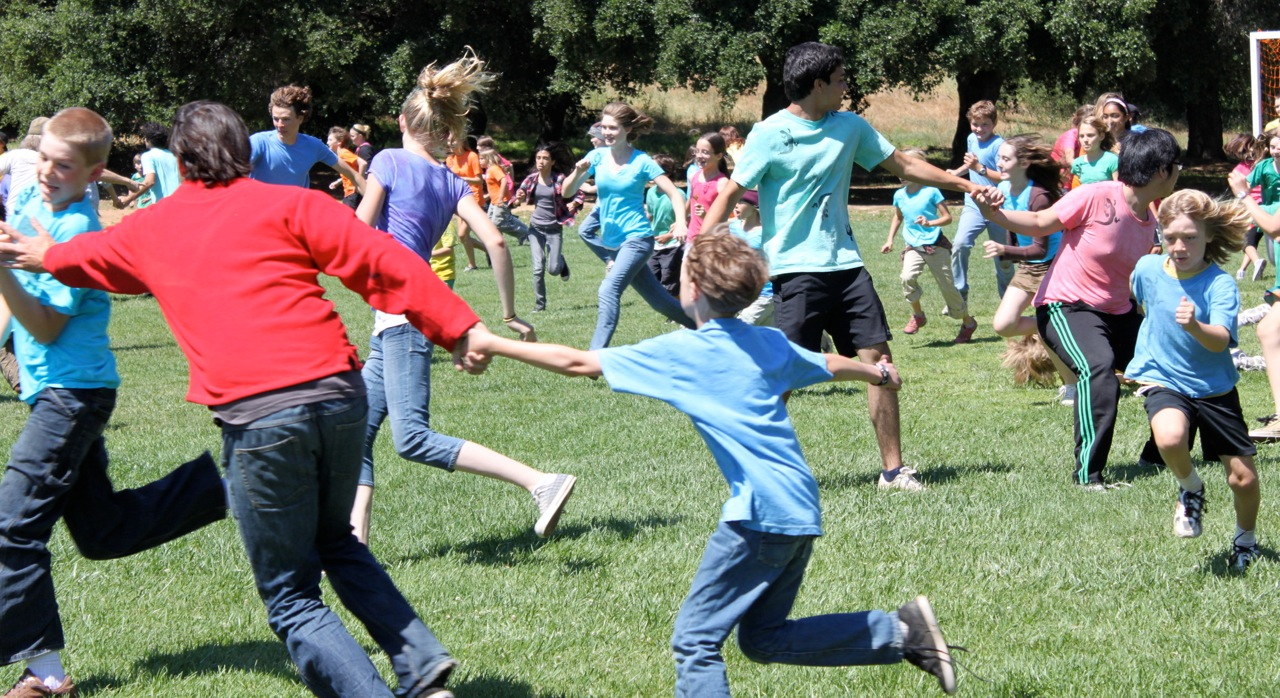
Des élèves à l'école d'Oak Grove.

Krishnamurti est à l'origine de plusieurs écoles : de la KFI, Krishnamurti Foundation Trust en 1968, du Centre éducatif Krishnamurti de Brockwood Park en 1969 et d'Oak Grove à Ojaï en Californie en 1975. Plusieurs écoles ont été ouvertes en Inde, à Rishi Valley, et Rajghat Besant, auxquelles il rendait visite tous les ans. Une autre école a été créée à Wolf Lake au Canada. Selon Krishnamurti, leur vocation était de susciter l'apparition d'une nouvelle génération d'êtres humains, libre d'égocentrisme et de permettre à la fois à l'enseignant et à l'enseigné d'explorer non seulement le monde du savoir mais aussi leur propre pensée et leur propre comportement.

## Le paradoxe Krishnamurti?
Krishnamurti était connu pour critiquer la pensée, la religion et la philosophie, ce qui lui faisait répondre, quand on le questionnait sur son statut, qu'il n'était ni penseur, ni gourou, ni philosophe,,. Enfant au regard vague, peu enclin aux études, fragile, il a été propulsé « messie » à l'adolescence, sous le tutorat de personnalités de la théosophie avant de prendre une direction apparemment très opposée aux projets théosophiques, pour finir par être vénéré par des milliers de personnes comme un maître spirituel.
Selon le professeur de philosophie Raymond Martin, la pensée de Krishnamurti est assez éloignée de la philosophie académique, particulièrement dans la tradition analytique. Il trouve cependant des similitudes avec la méthode socratique et l'enseignement originel de Siddhārtha Gautama. Toujours selon ce philosophe, l'approche de Krishnamurti s'apparente plutôt à une « méditation guidée ».
Des personnalités de tous bords ont cependant mentionné avoir été influencées par Krishnamurti, comme Joseph Campbell, Jackson Pollock Beatrice Wood, Alan Watts, Bruce Lee et plus récemment Eckhart Tolle, Pierre Rabhi, Deepak Chopra. Iris Murdoch rencontra également Krishnamurti mais selon Lutyens cette confrontation ne produisit aucune étincelle. Bien que peu connu dans les milieux académiques, il a eu des entretiens avec Fritjof Capra, George Sudarshan, Jonas Salk, Rupert Sheldrake et David Bohm.

## Controverses

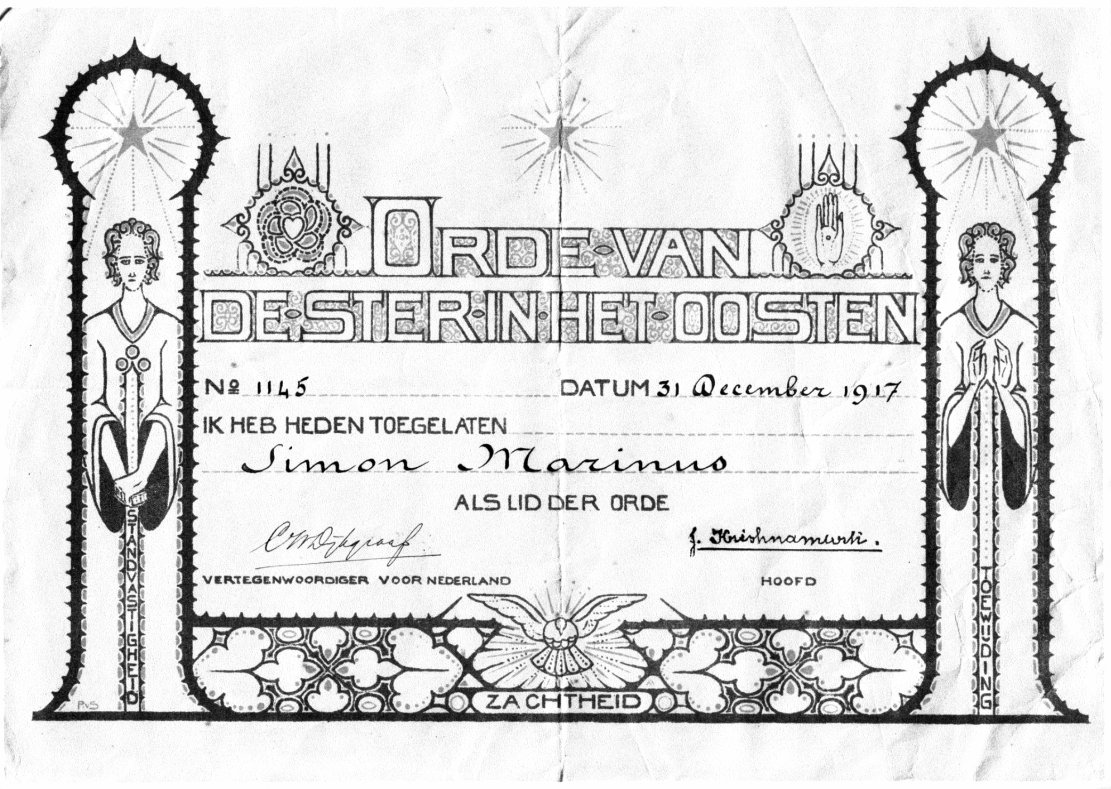
Une carte de membre de « l'Ordre de l'étoile d'Orient », lequel avait été fondé pour la promotion de « l'instructeur du monde » que devait devenir Krishnamurti. Ce dernier a ensuite rejeté ce projet pour fonder son propre enseignement.

Un conflit avec D. Rajagopal, directeur du Star Publishing Trust et organisateur des activités de Krishnamurti, au sujet de droits d'auteurs les ont conduit tous deux dans une bataille légale qui a eu raison de leur amitié. Le conflit qui débute officiellement en 1971, a duré plusieurs années. Une quantité importante d'ouvrages sont revenus en la possession de Krishnamurti de son vivant mais l'affaire n'arrivera à son terme qu'après sa mort. Certains documents sont cependant restés en la possession de D. Rajagopal. Les échanges verbaux et écrits des deux parties étaient si acerbes, et certains rendus publics, que la réputation de Krishnamurti fut ternie durant cette période. Selon Lutyens, cela était dû au ressentiment consécutif à la perte d'influence progressive de Rajagopal sur Krishnamurti. Selon Radha, la fille de Rajagopal, les causes sont simplement en rapport avec le litige lui-même.
Mais c'est aussi à cette occasion que la relation amoureuse de Krishnamurti avec la femme de Rajagopal apparut au grand jour. Krishnamurti s'expliqua à ce sujet en déclarant qu'on attendait toujours de lui qu'il soit un « messie » malgré son éloignement de la théosophie et en évoquant un « conditionnement » de son entourage au sujet de ce que devrait être le « comportement idéal d'un enseignant spirituel ».
David Bohm se dit également choqué de la révélation de cette liaison amoureuse, mais une autre raison l'a éloigné de Krishnamurti : son attitude révérencieuse excessive dans son cercle privé, une attitude constante dont Krishnamurti semblait ne pas vouloir discuter. Enfin, il jugeait que Krishnamurti recourait occasionnellement à des manipulations oratoires quand il était confronté à certaines questions ou certains défis[réf. nécessaire].
La vie privée de Krishnamurti n'a jamais été publique de son vivant, il ne l'évoquait jamais dans ses conférences, ne parlant jamais de lui, ou toujours à la troisième personne, selon ses dires afin que « l'attention ne soit pas sur l'orateur mais sur ce qu'il dit ». La biographie de 1991 de Radha Rajagopal qui avait vécu plusieurs années dans la résidence de Krishnamurti, fut la première cause de controverses. Le portrait qu'elle faisait de Krishnamurti était en effet très différent de celui de Lutyens, par exemple, au point que cette dernière publia divers droits de réponses et réfutations. Selon Radha Rajagopal, les personnes qui connaissaient bien Krishnamurti lui trouvaient une « double personnalité », l'une confiante, forte, charismatique et une autre, quand il n'enseignait pas, où il semblait vulnérable et démuni, parfois puéril. Le passage de l'une à l'autre aurait plus d'une fois surpris ses proches. Pour certains il n'était qu'inspirant, amical, et avec d'autres, il pouvait se montrer très froid et manquer de tact,.
L'insistance de Krishnamurti sur l'inutilité voire le danger à chercher « une aide extérieure », a produit de nombreuses réactions, exprimées fréquemment au cours de ses conférences, sur un éventuel manque de compassion. Lutyens indique dans sa biographie que le message de Krishnamurti n'était pas destiné à fournir un soutien psychologique ou des solutions clé en main mais à inciter les auditeurs à trouver eux-mêmes leurs réponses .
Enfin, pour beaucoup d'observateurs, l'ironie suprême tient dans le fait que Krishnamurti est généralement considéré comme un des gourous les plus notoires du XXe siècle après avoir été celui qui avait le plus critiqué ce genre de statut, sans l'avoir, selon certains, assez franchement combattu pour lui-même.